# Walther C. Wever
Walther C. Wever (* 31. Oktober 1955 in Essen) ist ein deutscher Jurist und Manager. Er war Vorstandsmitglied der Varta AG, Vorsitzender der Geschäftsführung der VB Autobatterie GmbH&Co KGaA, Vorstandsvorsitzender der VARTA Autobatterie AG, Vorstandsvorsitzender der VARTA Autobatterie AG und von 2010 bis 2014 Vorstandsvorsitzender der Curanum AG. Seit 2023 ist Wever bei Rotary Vorsitzender des Deutschen Governorrates von Rotary.

## Leben
Walther C. Wever ist der älteste der beiden Söhne des Rechtsanwaltes Günther Wever und seiner Ehefrau Ingeborg geb. Ballas.
Wever legte 1975 an dem Gymnasium Bad Nenndorf sein Abitur ab. Nach seiner vorzeitigen Entlassung bei der Bundesmarine in Eckernförde studierte er Rechtswissenschaften und ab 1976 Volkswirtschaftslehre an der Albert-Ludwigs-Universität Freiburg. Dort war er auch beim Corps Rhenania Freiburg aktiv, dessen Altherren-Vorsitzender er zurzeit ist. Nach dem Vordiplom in der Volkswirtschaftslehre im Winter 1978 schloss er das juristische Studium nach sieben Semestern mit der Ersten Staatsprüfung im Frühjahr 1979 ab.
Sein Referendariat leistete er in Stade, Oldenburg, Brüssel und München ab. 1982 schloss sich das Assessorexamen vor dem Landesprüfungsamt Hannover an. Während der Referendarzeit nahm er als Landesvorsitzender der Niedersächsischen Referendare aktiven Anteil an der Änderung der damals viel diskutierten Ausbildungsverordnung für Juristen. Ab Herbst 1982 studierte er für drei Trimester Volkswirtschaftslehre an der University of Delaware, USA, um im Herbst 1983 mit dem Abschluss als Master of Economics nach Deutschland zurückzukehren.
Seine berufliche Tätigkeit begann er bei der VTG Vereinigte Tanklager und Transportmittel GmbH – der späteren VTG AG in Hamburg. Hier fand er – inzwischen als Rechtsanwalt zugelassen – als Syndikusanwalt des Reedereibereiches mit weltweit rund 100 Versorgerschiffen wie erhofft ein international ausgerichtetes Betätigungsfeld. Zuletzt zum Stellvertreter des Leiters der Rechtsabteilung ernannt, reizte ihn gleichwohl 1987 die Aufnahme der kaufmännischen Tätigkeit im Bereich Controlling der Varta AG in Hannover.
Wever wurde 1989 zum Leiter des Vorstandsbüros der Varta AG unter dem Vorstandsvorsitzenden Günter Mordhorst bestellt. Nach der Maueröffnung wurde er zum Projektleiter für die Expansion in die nun nach der politischen Neuausrichtung an der freien Marktwirtschaft teilnehmenden Staaten ernannt: 1992 gelang ihm mit dem Kauf der Akucel, Česká Lípa, eine der ersten Transaktionen in Tschechien. Daraufhin wechselte er als General Manager nach Česká Lípa und Prag, um für Varta drei Produktionsgesellschaften für Industrie-, Auto- und Gerätebatterien mit schließlich rund 1.000 Mitarbeitern aufzubauen.
Wever kehrte 1994 nach Hannover zurück, um das Ressort Finanzen zu übernehmen. Zunächst zum Generalbevollmächtigten ernannt, erfolgte zum 1. Januar 2000 die Bestellung zum Vorstandsmitglied der im MDAX gelisteten Varta AG. Auf Wunsch der Großaktionäre des Unternehmens fiel ihm bald darauf die Aufgabe zu, die einzelnen Unternehmensteile des bis dato als DAX-100-Unternehmen bestehende Gesellschaft zu veräußern. Er blieb Finanzvorstand der Gesellschaft, bis er das Unternehmen im Juni 2003 verließ.
Ab November 2002 bis Herbst 2009 war er Vorstandsvorsitzender der vom US-amerikanischen Mischkonzern Johnson Controls übernommenen Varta Automotive AG, deren europäisches Autobatteriegeschäft er ausbauen und gleichzeitig das mit der Robert Bosch GmbH gegründete Gemeinschaftsunternehmen VB Autobatterie GmbH & Co. KGaA führen sollte. In dieser Zeit gelang es dem Unternehmen, sich mit der flächendeckenden Einführung von Start-Stopp-Batterien zum europäischen Marktführer in der Erstausrüstung und dank eines Gutscheinkonzeptes für die Rücknahme gebrauchter Bleibatterien auch im Handelsgeschäft zum europäischen Marktführer zu entwickeln. In der Zeit zwischen 2002 und 2009 war Wever zugleich Mitglied in mehreren Aufsichts- und Beiräten und unter anderem für einige Jahre Vorsitzender des ZVEI-Fachverbands Batterien und Chairman of the Board von EUROBAT, dem europäischen Interessensverband der Bleibatterieindustrie.
Von Oktober 2010 bis April 2014 war er Vorsitzender des Vorstands der im Prime Standard gelisteten Münchener Curanum AG, der größten börsennotierten Altenpflegekette Deutschlands. Hier gelang ihm die Neuordnung des operativen Geschäftes bei gleichzeitiger Qualitätsverbesserung. Nach umfassender Sanierung des Unternehmens kam es zu einem erfolgreichen freiwilligen öffentlichen Übernahmeangebot seitens der größten europäischen Pflegeheimbetreiberin Korian, mit der die Curanum AG 2014 verschmolzen wurde.
Wever war 2022/2023 Governor des Rotary Distriktes 1800 von Rotary. Er war von 2021 bis 2023 Mitglied des Herausgeberkreises des Rotary Magazins. 2023 wurde er Vorsitzender des Beirates der Rotary Deutschland Gemeindienst e.V.
Wever ist Autor mehrerer Bücher. So des im Fischer-Verlag erschienenen Buches „Kirche, wach auf!“. sowie der drei, im Novum Verlag erschienenen Bände zur deutschen Kulturgeschichte Treppenwitz zur Urkultur, novumverlag, München, ISBN 978-3-95840-882-1, Treppenwitz zur Hochkultur novumverlag, München, ISBN 978-3-948379-20-9. und Treppenwitz zur Zeitkultur novumverlag, München, ISBN 978-3-99107-214-0. Er heiratete 1982 in Freiburg Carola Meyer, Tochter des Chefarztes am Johanniterkrankenhaus Stendal, Otto Hans Meyer, und seiner Ehefrau Irene geb. Sietz. Aus der Ehe stammen drei Kinder.

## Mitgliedschaften und Auszeichnungen
1995 erhielt er den „VARTA Entreprenieurial Award“ für seine Aufbauarbeit in Osteuropa.
Während seiner Studienzeit wurde er 1975 bei dem Corps Rhenania Freiburg aktiv, wo er 1976 die Charge des Conseniors und sodann des Seniors innehatte. Von Juni 2012 bis November 2019 war er Vorsitzender des Vereins Alter Freiburger Rhenanen e.V. Er war von 2010 bis 2023 Vorsitzender des Kuratoriums der Freiburger Bildungsstiftung Rhenania.
Wever ist seit 1991 Mitglied des Rotary Clubs Bad Nenndorf. 1998/1999 war er dessen Präsident.
Wever wurde 2001 Ehrenritter des Johanniterordens und 2011 zum Rechtsritter geschlagen. Er war von 2006 bis 2014 Mitglied des Konvents der Hannoverschen Genossenschaft des Johanniterordens. Er ist seit 2010 Kurator des Johanniterhauses der Johanniter Seniorenhäuser GmbH in Empelde.
Wever ist seit 2004 Vorsitzender des Weverschen Familienverbandes e.V.